# کونیتومو اکانسای
کونیتومو اکّانسای (به ژاپنی: 国友 一貫斎 Kunitomo Ikkansai); ۲۱ نوامبر ۱۷۷۸ – ۲۶ دسامبر ۱۸۴۰) مخترع و تولیدکنندهٔ اسلحه در اوایل قرن ۱۹، اهل ژاپن بود.